# San Marcos Jilotzingo
San Marcos Jilotzingo forma parte del municipio de Hueypoxtla, en el Estado de México, México.

## Toponimia
El nombre que posee es de origen náhuatl y se compone de los términos siguientes:
- Xilotl: elote, maíz, mazorca lechosa.
- Tzin: cimiento o base.
- Co: lugar.

De esta manera puede considerarse que en su momento era un lugar donde abundaban buenas cosechas de maíz.

## Glifo
El glifo de la comunidad representa el valle de la región con los campos arados, con las montañas que lo rodean al fondo que demarcan sus límites con otros estados vecinos, al centro un montón de tierra con una caña de maíz con el nacimiento de unas mazorcas en fondo blanco; rodeadas con la leyenda "SAN MARCOS...JILOTZINGO"; en la parte baja una proyección del mapa físico del Estado de México donde se señala la ubicación del Municipio de Hueypoxtla con una combinación de los colores del lábaro patrio. el glifo se utiliza desde su creación a partir de 1998.

## Medio físico

### Ubicación y extensión
San Marcos Jilotzingo está situado en la parte norte del Estado de México. Limita al norte con el estado de Hidalgo, sobre la cuenca del valle de México así como en la antesala del valle de Tizayuca; al sur con el municipio de Zumpango y San Juan Zitlaltepec; por el este Tizayuca y San Bartolo Cuautlalpan; y al oeste con Apaxco y Tequisquiac.
Se encuentra a 2.200 m s. n. m. y a poco más de 90 km al noreste del Distrito Federal, contrastando así con el paisaje semiurbano rural.
Tiene una extensión superficial de 3.872 ha, en las cuales se conforman más de 620 ejidatarios. Esta extensión forma parte de los 246,95 km² que conforman el municipio de Hueypoxtla.

### Geología
Forma parte del valle de México con extensiones onduladas y pequeñas elevaciones hasta tocar con el límite del municipio de Hueypoxtla.
Su formación data de poco más de un millón de años, con la aparición de la sierra de Chichinuatizin, dentro de la cual se formó la zona caliza de Hueypoxtla, Tequixquiac y Apaxco. En la actualidad se pueden observar colonias de fósiles de moluscos en un mar que existió por estas tierras hace poco más de 100 millones de años.

### Clima
Por su latitud, las condiciones del clima son determinantes. Influye en ello el clima templado semiseco con días fríos de acuerdo a las condiciones imperantes y además por su cercanía con el Estado de Hidalgo. Aun así la precipitación media anual está entre los 500 y 700 milímetros con vientos dominantes que provengan del norte.

## Flora
La existencia de ciertas especies es consecuencia de los factores propios del clima que domina de esta forma se cuentan con las siguientes especies: casuarina, pino, trueno y fresno. Mientras que por las especies frutales se cuentan especies como durazno,  higo, peral, zapote negro o ciruelo. mientras dentro de las legumbre y gramíneas se cuenta con maíz, frijol, haba, nopal, quelite, cebada, calabaza, chayote, cebolla, verdolaga y trigo.
También hay plantas medicinales como aloe, siempreviva, manzanilla, ajenjo, gordolobo, epazote, marrubio, ruda o valeriana. Asimismo, hay plantas ornamentales como alcatraz, plumbago, rosa, laurel, azucena, nopalillo, violeta o madreselva.
Entre las plantas cactáceas destacan escobilla, huizache, cardón y biznaga.

## Fauna
Dada la escasez de bosques regiones arboladas sólo se llegan a encontrar en forma ocasional: conejos, ardillas, tuzas, zorrillos, zarigüeyas, ratones de campo, lagartijas, camaleones, jaguarundíes. En la zona se encuentran aves como perdices, golondrinas, codornices, lechuzas, cenzontles, búhos, canarios, o garzas blancas. Algunas de las aves son migratorias y realizan viajes estacionales regulares en las épocas de migración desde otros lugares hacia la zona lacustre de Zumpango.

## Demografía
Según el censo de población y vivienda de INEGI en 2010, San Marcos Jilotzingo contaba con 8.523 habitantes (4.267 de población femenina y 4.256 de población masculina). El promedio de natalidad era de 2.67.

## División política
San Marcos Jilotzingo, está formado por 4 barrios: San Antonio, San José, San Marcos, San Pedro y 2 colonias : la colonia 2 de Julio y el Progreso.

## Organización administrativa
La Autoridad local depende del Municipio en forma directa aun cuando estos en todos los casos sean elegidos por votación popular cuyo ejercicio es de 3 años todos estos de carácter honorífico y están considerados como delegados y están coordinados por un presidente de colaboración o participación ciudadana que contribuye al municipio en la obra pública.
En materia de política intervienen 3 partidos PRI, PAN Y PRD.

## Servicios públicos
Se cuenta con el centro de salud, que proporciona servicio de lunes a viernes, un local semifijo de correos, una línea de transportes de México-Jilotzingo, dos sitios de taxis. Semanalmente hay una concentración comercial con tendejones, farmacias, verdulerías, pollerías, carnicerías, tortillerías y otros pequeños comercios.

### Educación
Para el servicio de los estudiantes se cuenta con 3 escuelas primarias (2 matutinas y 1 vespertina), 1 secundaria técnica, 3 jardines infancia oficiales (2 matutinos y 1 vespertino), la escuela preparatoria oficial n.º 204, así como otros centros particulares, 1 biblioteca dependiente de la Red Estatal de Bibliotecas (con más de 5.000 volúmenes en su acervo y con servicio de asesoría al Sistema de Educación Abierta en primaria y secundaria). Asimismo hay una sede de la aplicación de exámenes y un taller de dibujo y pintura.
El grado promedio de escolaridad según el censo INEGI de 2010 era del 7.21.

## Economía
La mayor parte de la población activa de este rubro acude a desempeñarse a la ciudad de Pachuca de Soto o bien a la Ciudad de México, principalmente sector de la construcción.

## Religión

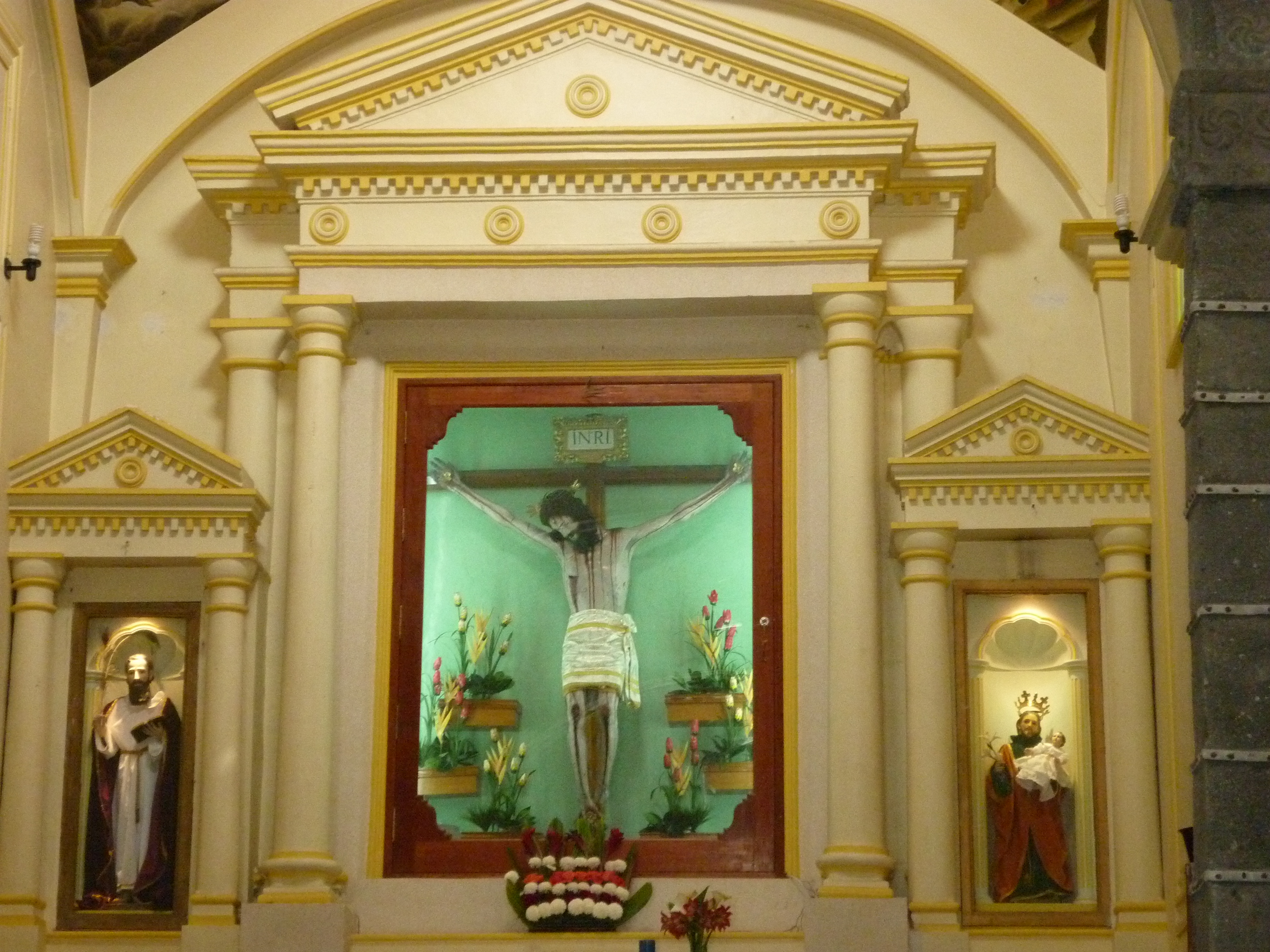
Iglesia San Marcos, en Jilotzingo.

### Asociaciones religiosas
Las asociaciones religiosas están regidas por un consejo parroquial presidido por el Pbro. Víctor y lo integran 10 grupos de los cuales: Círculos Bíblicos, Escuela de la Cruz, Evangelización, Catequistas, Sagrado Corazón de Jesús, Virgen de Guadalupe, Virgen del Carmen, Adoración Nocturna (Activos, Adoratrices, Tarsicios e Inesitas), Ministros Extraordinarios y Jóvenes (Shaday, Adonay Elohenu y Elohim Getsemaní).

### Fiestas religiosas
El 25 de abril se venera al santo patrono San Marcos Evangelista; el 6 de agosto al Divino Salvador. También hay fiestas el 12 de diciembre y en Semana Santa.